# IC 1050
IC 1050 је спирална галаксија у сазвјежђу Волар која се налази на листи објеката дубоког неба у Индекс каталогу.
Деклинација објекта је + 18° 0' 48" а ректасцензија 14h 44m 7,0s. Привидна величина (магнитуда) објекта IC 1050 износи 14,5 а фотографска магнитуда 15,3. IC 1050 је још познат и под ознакама MCG 3-38-2, CGCG 105-11, NPM1G +18.0420, PGC 52630.